# 杰米多沃农村居民点
杰米多沃农村居民点（俄语：Демидовское сельское поселение）是俄罗斯联邦弗拉基米尔州古西赫鲁斯塔利内区所属的一个农村居民点。其下辖有27个居民点，行政中心为杰米多沃。据2016年统计，该农村居民点的人口为1615人。